# Корвин, Эл
Элмер Нейтан Корвин (англ. Elmer Nathan Corwin; 3 декабря 1926, Ньюберг, Нью-Йорк — 23 октября 2003, Дженива, Иллинойс) — американский бейсболист, питчер. С 1951 по 1955 год выступал в Главной лиге бейсбола в составе клуба «Нью-Йорк Джайентс». После завершения сделал успешную карьеру в бизнесе, с 1977 по 1996 года был президентом американского филиала компании Grohe.

## Биография

### Ранние годы
Элмер Корвин родился 3 декабря 1926 года в промышленном городе Ньюберг в штате Нью-Йорк. Его отец Элмер Корвин—старший был успешным предпринимателем, мать Сара работала стенографисткой. Они развелись, когда сыну было десять лет. Корвин с детства проявил себя успешным спортсменом. Во время учёбы в школе он занимался четырьмя видами спорта, побеждал на местных соревнованиях по конькобежному спорту. В 1944 году он окончил школу и записался в морскую авиацию. В течение двух лет Корвин служил в Сан-Диего и Панаме, занимаясь патрулированием акватории Тихого океана и Мексиканского залива. В 1946 году он демобилизовался и остался в Калифорнии, поступив в городской колледж Пасадины по программе для военнослужащих.
Во время учёбы в колледже Корвин не задумывался о возможной карьере бейсболиста, но в 1947 году попал на просмотр в тренировочный лагерь клуба «Нью-Йорк Джайентс» в Монровии. Скауту Микки Шрейдеру понравилось увиденное и он предложил ему контракт на сезон 1948 года. Карьеру он начал в команде «Рино Силвер Сокс» из Лиги Сансет, где также подрабатывал водителем клубного автобуса за 25 долларов в месяц. В дебютном сезоне Корвин одержал 26 побед при показателе пропускаемости 3,54, третьем  в лиге. Несмотря на некоторые проблемы с контролем подачи, он сделал 251 страйкаут в 280 иннингах. В последующие три года он продвигался в фарм-системе клуба, играя за «Трентон Джайентс», «Джэксонвилл Тарс» и «Оттаву Джайентс». В последней команде в 1951 году Корвина перевели из стартовой ротации в буллпен.

### Нью-Йорк Джайентс
В июле 1951 года по рекомендации тренера питчеров Фрэнка Шелленбека Корвин был переведён в основной состав «Джайентс». Его дебют в лиге состоялся 25 июля в матче против «Питтсбурга». В августе он одержал пять побед и сделал один сейв при показателе пропускаемости 2,27, сыграв важную роль в 16-матчевой победной серии команды, сократившей отставание от лидирующих «Бруклин Доджерс». В сентябре «Джайентс» вышли на первое место в Национальной лиге и вышли в Мировую серию. Финал команда проиграла «Нью-Йорк Янкис» со счётом 2:4. Корвин принял участие в пятом матче серии, выйдя на поле в седьмом иннинге при счёте 1:10. В последующее межсезонье произошли важные события в его личной жизни. Сначала умер его отец, затем Корвин познакомился со своей будущей супругой Патришей Макмэн. Их свадьба состоялась в январе 1953 года.
Во время предсезонных сборов весной 1952 года Корвин пытался освоить новую для себя подачу кервбол, но она давалась ему с трудом. Чемпионат он начал в команде AAA-лиги Миннеаполис Миллерс, где он одержал восемь побед при одиннадцати поражениях, но лидировал в лиге по количеству сделанных страйкаутов. В августе его перевели в основной состав «Джайентс» и до конца сезона Корвин провёл 21 игру с показателем ERA 2,66. В межсезонье главный тренер клуба Лео Дюрошер критиковал его за отсутствие хорошей второй подачи в арсенале и недостаток выносливости. Корвин частично с этой критикой соглашался. В 1953 году он провёл свой единственный полный сезон в Главной лиге бейсбола. Действуя в основном как реливер, он выиграл шесть матчей при четырёх поражениях, но его пропускаемость 4,98 заметно превышала средний в лиге показатель. В это же время Корвин начал испытывать проблемы с плечом.
В сезонах 1954 и 1955 годов он выступал за «Миннеаполис» в роли стартового питчера и периодически вызывался в «Джайентс», где тренерский штаб задейстовал его как реливера. В 1954 году Корвин сыграл только двадцать матчей в Главной лиге бейсбола и не вошёл в заявку команды на Мировую серию, где «Джайентс» обыграли «Кливленд Индианс» 4:0. В 1955 году он принял участие в тринадцати матчах чемпионата. Весной следующего года ему сделали операцию на плече, после которой Корвин не смог вернуться на прежний уровень.

### Завершение карьеры
В мае 1957 года он покинул «Джайентс». В течение четырёх сезонов Корвин играл за фарм-клубы систем «Балтимор Ориолс», «Детрой Тайгерс» и «Канзас-Сити Атлетикс». Скорость его фастбола заметно снизилась и это закрыло для него путь в Главную лигу бейсбола. Карьеру он завершил в конце 1960 года, устав от постоянных переездов. Его сыну к этому моменту пришло время поступления в школу.

### После бейсбола
После окончания выступлений Корвин с семьёй переехал в Южную Калифорнию. Там он устроился на работу в отдел продаж компании Seagram, выпускавшую виски. В 1963 году он перешёл в фирму Moen, где занимался оптовыми продажами сантехнического оборудования. Благодаря своей общительности и умению расположить собеседника он быстро добился успеха. В 1969 году Корвина перевели в офис в Чикаго, повысив до регионального менеджера.
В 1977 году Корвина пригласила на работу немецкая компания Grohe. Он занял пост президента её американского отделения и внёс значительный вклад в вывод продукции на рынок. При нём компания построила большой производственный и складской комплекс в пригороде Чикаго. В 2004 году издание Contractor включило его в число самых заметных новаторов отрасли за последние пятьдесят лет.
После выхода на пенсию в 1996 году он проводил время за игрой в теннис и гольф, участвовал в сборе средств для различных благотворительных фондов. В начале 2000-х годов Корвину диагностировали меланому. Он скончался 23 октября 2003 года в возрасте 76 лет.